# Gestione NetInfo
Gestione NetInfo è un'utility sviluppata dalla Apple Inc. per gestire l'omonimo database di configurazione di sistema in NEXTSTEP e macOS fino alla versione Mac OS X Tiger. Gestione NetInfo sostituisce gran parte dei file di configurazione di Unix (essi sono comunque presenti per consentire l'avvio nella modalità utente singolo). Molte API UNIX operano attorno a Gestione NetInfo. Quest'ultimo è l'equivalente del registro di sistema di Windows anche se, in questo caso, le applicazioni macOS salvano la loro configurazione come file plist nella directory di preferenze dell'utente, non andando quindi a ingrossare questo database.
A partire da Mac OS X Leopard, Gestione NetInfo è stato totalmente abbandonato, affidando la gestione di utenti locali e gruppi al servizio Directory; mentre il vecchio Database Netinfo è stato rimpiazzato da una serie di file XML contenuti in /var/db/dslocal.

## Dove si trova
Il database di NetInfo si trova nel percorso /private/var/db/netinfo/local.nidb/ ed è modificabile soltanto dall'utente root, anche se non bisognerebbe mai modificare il database di NetInfo senza l'ausilio della sua API.
L'applicazione (dotata di interfaccia grafica) si trova nel percorso /Applicazioni/Utility/Gestione NetInfo.app.
Altrimenti, è possibile modificare il database NetInfo utilizzando l'utilità niutil, eseguibile da un terminale virtuale, come il Terminale.

## Dati
Netinfo memorizza le seguenti informazioni:
- afpuser_aliases
- aliases
- groups
- machines
- mounts
- networks
- printers
- protocols
- rpcs
- services
- users